# ダニエル・カルグニン

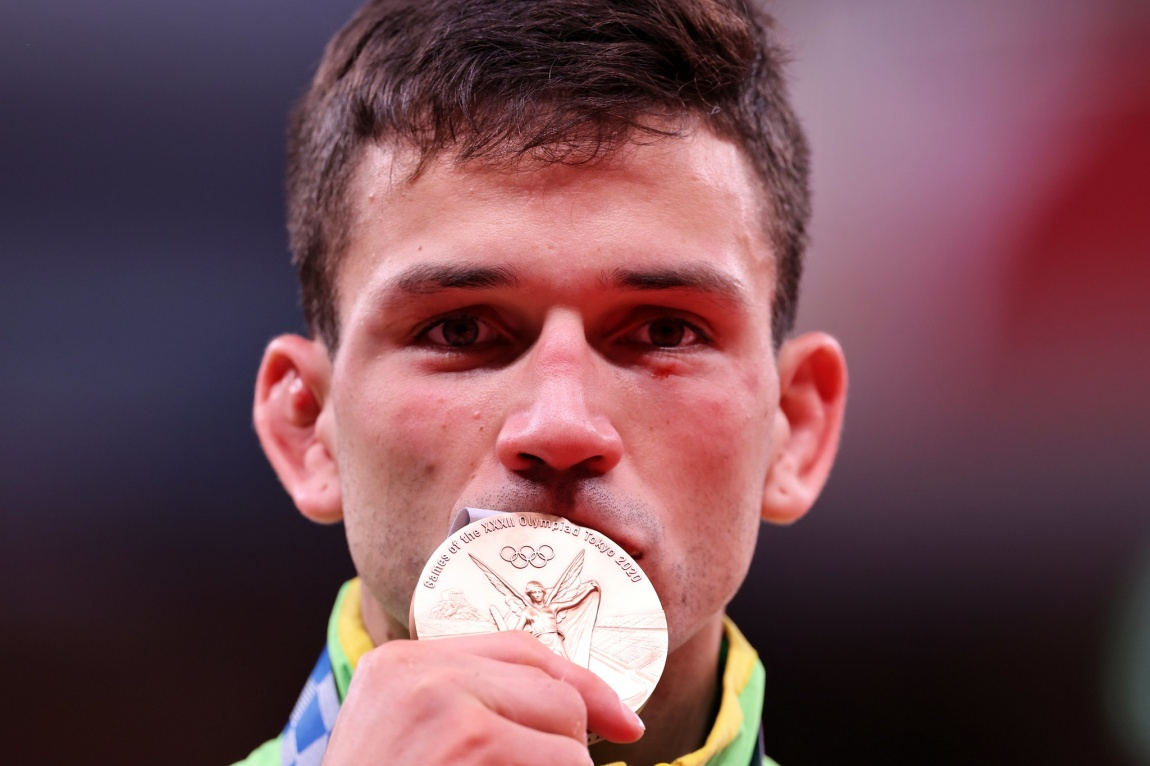
ダニエル・カルグニン

ダニエル・ボルジェス・カルグニン（Daniel Borges Cargnin 1997年12月20日- ）は、ブラジルの柔道選手。階級は66kg級。

## 経歴
2015年の世界ジュニア66㎏級で3位になると、2017年の世界ジュニアでは優勝を飾った。2018年の世界選手権では5位になった。2019年のパンナム選手権で優勝するも、パンアメリカン競技大会では2位だった。世界団体で3位になると、地元開催のグランドスラム・ブラジリアでは優勝した。2020年のパンナム選手権でも優勝した。2021年の東京オリンピックでは伏兵ながらも準々決勝でイタリアのマヌエル・ロンバルドを破るなどして勝ち上がると、準決勝では阿部一二三の一本背負投で敗れたものの、3位決定戦ではイスラエルのバールーフ・シュマイロフに技ありで破って銅メダルを獲得した。その後階級を73㎏級に上げると、2022年のグランプリ・ザグレブで3位になった。2022年の世界選手権でも3位になった。ワールドマスターズでは優勝した。2024年のパリオリンピックでは初戦で敗れた。パリオリンピック混合団体では銅メダルを獲得した。2025年の世界選手権では決勝でフランスのジョアン＝バンジャマン・ガバに技ありで敗れて2位だった。
IJF世界ランキングは4288ポイント獲得で13位(25/6/2現在)。

## 主な戦績
66㎏級での戦績
- 2015年 - 世界ジュニア　3位
- 2016年 - ヨーロッパオープン・タリン　優勝
- 2017年 - 世界ジュニア　優勝
- 2018年 - グランプリ・トビリシ　2位
- 2018年 - パンナム選手権　2位
- 2018年 - 世界選手権　5位
- 2019年 - パンナム選手権　優勝
- 2019年 - パンアメリカン競技大会　2位
- 2019年 - 世界団体　3位
- 2019年 - グランドスラム・ブラジリア　優勝
- 2020年 - グランプリ・テルアビブ　3位
- 2020年 - パンナム選手権　優勝
- 2021年 -　東京オリンピック　3位

73㎏級での戦績
- 2022年 -　グランプリ・ザグレブ 3位
- 2022年 -　世界選手権　3位
- 2022年 -　ワールドマスターズ 優勝
- 2023年 -　グランドスラム・パリ　2位
- 2023年 -　グランドスラム・テルアビブ　3位
- 2023年 - パンナムオープン・バイーア　優勝
- 2023年 - パンアメリカン・オセアニア選手権　優勝
- 2023年 - パンアメリカン競技大会 2位
- 2024年 -　パンアメリカン・オセアニア選手権　2位
- 2024年 - 世界選手権　5位
- 2024年 -  パリオリンピック混合団体 3位
- 2025年 -　パンアメリカン・オセアニア選手権　2位
- 2025年 - 世界選手権　2位

(出典、JudoInside.com)